# Sustitución (teatro)

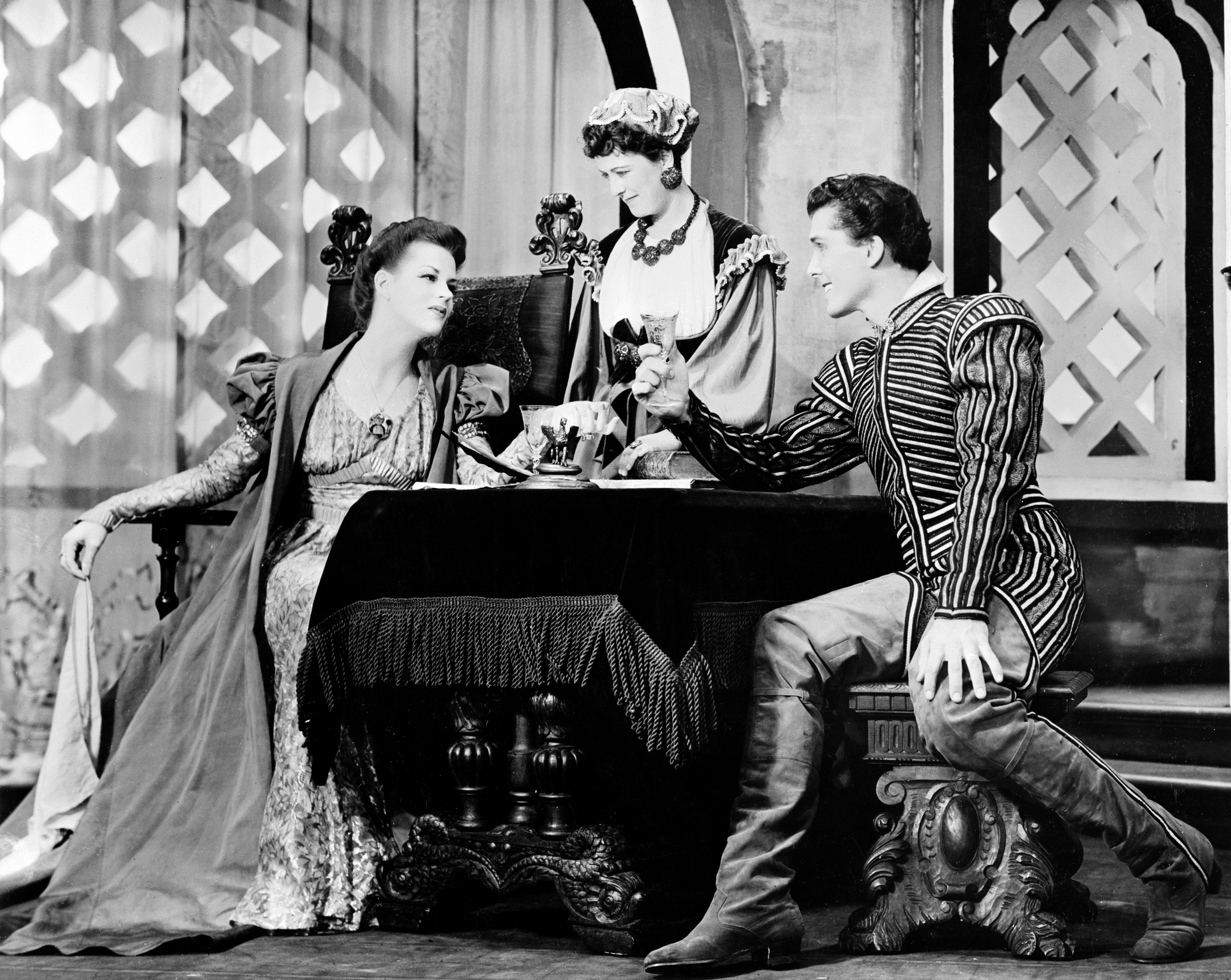
Escena de Othello con Uta Hagen como Desdemona.

En la actuación, la sustitución es la comprensión de los elementos en la vida del personaje al compararlos con los elementos de la propia vida del actor. Por ejemplo, si un actor retrata a un personaje que está siendo chantajeado, podría recordar algún hecho vergonzoso o privado sobre su propia vida y superponerlo mentalmente al secreto del personaje.
En Respeto por la interpretación (1973), Uta Hagen compara la actuación con el hacer creer, diciendo: «Mi fuerza como actor descansaba en la fe inquebrantable que tenía en la fantasía. Me hice creer a los personajes que me permitían interpretar y las circunstancias de la vida de los personajes en los eventos de la obra». Y más adelante en el libro, «uso la sustitución para 'hacer creer' en su sentido literal, para hacer(me) creer, [...] para enviarme a la acción espontánea momento a momento de mi nuevo yo seleccionado en el escenario».
Hagen tiene claro que la sustitución es un medio para conectar aún más a los actores con sus personajes y las acciones de la obra, en lugar de, por ejemplo, provocar lágrimas. «La sustitución no es un fin en sí mismo, no un fin para involucrarlos por su propia participación sin la consiguiente acción. Permítanme decir con firmeza, en caso de que alguno de ustedes haya entendido mal, que la sustitución es el aspecto del trabajo que fortalece su fe y su sentido de la realidad en cada etapa del trabajo total sobre el personaje. Es una forma de provocar acciones de carácter personal y justificadas».
Hagen también advierte contra confrontar cualquier experiencia traumática, creyendo que no es útil. «Hay maestros que realmente obligan a los actores a lidiar con algo enterrado (su respuesta a la muerte de un padre o el trauma de un accidente grave). Lo que resulta en histeria o algo peor y, en mi opinión, es antiarte. No buscamos psicoterapia. Si se siente mentalmente enfermo o perturbado y lo necesita, vaya a un médico o terapeuta capacitado, pero no a un maestro en funciones».